# Saint-Martin-de-Saint-Maixent
Saint-Martin-de-Saint-Maixent is een gemeente in het Franse departement Deux-Sèvres (regio Nouvelle-Aquitaine) en telt 980 inwoners (2005). De plaats maakt deel uit van het arrondissement Niort.

## Geografie
De oppervlakte van Saint-Martin-de-Saint-Maixent bedraagt 12,6 km², de bevolkingsdichtheid is 77,8 inwoners per km².
De onderstaande kaart toont de ligging van Saint-Martin-de-Saint-Maixent met de belangrijkste infrastructuur en aangrenzende gemeenten.

## Demografie
Onderstaande figuur toont het verloop van het inwonertal (bron: INSEE-tellingen).